# 가부키초 러브호텔
가부키초 러브호텔(일본어: さよなら歌舞伎町)은 2014년에 개봉한 일본의 드라마 영화이다.

## 출연

### 주연
- 소메타니 쇼타
- 마에다 아츠코
- 이나라
- 미나미 카호
- 마츠시게 유타카
- 오모리 나오
- 히노이 아스카
- 와가츠마 미와코
- 오시나리 슈고
- 타구치 토모로오
- 무라카미 준
- 로이